# بيتر فان وود
بيتر فـان وود (بالهولندية: Peter Van Wood)‏ هو مغني وكاتب أغاني وعازف قيثارة هولندي، ولد في 19 سبتمبر 1927 في لاهاي في هولندا، وتوفي في 10 مارس 2010 في روما في إيطاليا.

## وصلات خارجية
- بيتر فـان وود على موقع ميوزك برينز (الإنجليزية)
- بيتر فـان وود على موقع ديسكوغز (الإنجليزية)